# Dennis Hettinga
Dennis Hettinga (Deventer, 12 september 1995) is een Nederlands voetballer die doorgaans als linksachter speelt.

## Carrière
Dennis Hettinga speelde in de jeugd van sv Helios. In 2014 stapte hij over naar Rohda Raalte en het jaar daarna naar de beloften van Go Ahead Eagles. Hij zat in het seizoen 2016/17 enkele wedstrijden op de bank voor Go Ahead Eagles, maar debuteerde pas het volgende seizoen op 8 september 2017. Dat was in de thuiswedstrijd tegen FC Volendam waar Hettinga in de basis startte en de hele wedstrijd speelde.
Tijdens de tweede seizoenshelft werd Hettinga een vaste basisspeler.
Na afloop van het seizoen 2017/18 besloot Go Ahead Eagles de optie voor nog een seizoen in de verbintenis te lichten, zodat Hettinga tot de zomer van 2019 onder contract stond. In het seizoen 2018/19 speelde Hettinga slechts twee wedstrijden in de hoofdmacht van Go Ahead Eagles.
In de seizoenen 2017/18 en 2018/19 fungeerde Hettinga tevens als assistent-trainer van sv Helios JO19-1, het hoogste jeugdteam van sv Helios dat uitkwam in de 1e klasse.
In augustus 2019 tekende Hettinga voor één seizoen bij TOP Oss. Op 8 november 2019 debuteerde hij voor TOP Oss, toen hij inviel tegen N.E.C..
Medio 2020 sloot hij aan bij eerste klasser WHC Wezep. Hij verliet deze club aan het einde van het kalenderjaar. In februari 2021 tekende hij een contract voor anderhalf seizoen bij De Treffers dat uitkomt in de Tweede divisie.

### Statistieken
| Seizoen                     | Club            | Land           | Competitie     | Competitie | Competitie | Beker | Beker | Totaal | Totaal |
| Seizoen                     | Club            | Land           | Competitie     | Wed.       | Dlp.       | Wed.  | Dlp.  | Wed.   | Dlp.   |
| --------------------------- | --------------- | -------------- | -------------- | ---------- | ---------- | ----- | ----- | ------ | ------ |
| 2017/18                     | Go Ahead Eagles | Eerste Divisie | Nederland      | 24         | 0          | 2     | 0     | 26     | 0      |
| 2018/19                     | Go Ahead Eagles | Eerste Divisie | Nederland      | 02         | 0          | 0     | 0     | 02     | 0      |
| 2019/20                     | TOP Oss         | Eerste Divisie | Nederland      | 05         | 0          | 2     | 0     | 07     | 0      |
| Carrièretotaal              | Carrièretotaal  | Carrièretotaal | Carrièretotaal | 31         | 0          | 4     | 0     | 35     | 0      |
| Bijgewerkt t/m 16 juni 2020 |                 |                |                |            |            |       |       |        |        |